# Наумовка (Сумская область)
Наумовка (укр. Наумівка) — село,
Угроедский поселковый совет,
Краснопольский район,
Сумская область,
Украина.
Код КОАТУУ — 5922355601. Население по переписи 2001 года составляло 447 человек .

## Географическое положение
Село Наумовка находится на берегу реки Рыбица,
выше по течению на расстоянии в 1 км расположен пгт Угроеды,
ниже по течению на расстоянии в 2,5 км расположено село Осоевка. Рядом с селом расположены большие отстойники.

## Объекты социальной сферы
- Клуб.